# Jerica
Jerica je žensko osebno ime.

## Izvor imena
Ime Jerica je različica ženskega osebnega imena Jera.

## Pogostost imena
Po podatkih Statističnega urada Republike Slovenije je bilo na dan 31. decembra 2007 v Sloveniji število ženskih oseb z imenom Jerica: 939. Med vsemi ženskimi imeni pa je ime Jerica po pogostosti uporabe uvrščeno na 190. mesto.

## Osebni praznik
V koledarju je ime Jerica zapisano skupaj z imenom Jedrt oziroma Jera; god praznuje 17.marca (Jedrt Nivelska, devica in opatinja, † 17. mar. 659) ali pa 16. novembra (Jedrt iz Helfte, † 16. nov. 1302).